# Struganik
Struganik (izvirno srbsko Струганик) je naselje v Srbiji, ki upravno spada pod Občino Mionica; slednja pa je del Kolubarskega upravnega okraja.
- Struganik - panorama
- Struganik - panorama
- Struganik - panorama
- Struganik - panorama
- Struganik - panorama
- Struganik - panorama
- Struganik - panorama
- Struganik - panorama
- Struganik - panorama
- Struganik - panorama

## Demografija
V naselju, katerega izvirno (srbsko-cirilično) ime je Струганик, živi 228 polnoletnih prebivalcev, pri čemer je njihova povprečna starost 43,1 let (41,9 pri moških in 44,6 pri ženskah). Naselje ima 79 gospodinjstev, pri čemer je povprečno število članov na gospodinjstvo 3,49.
To naselje je, glede na rezultate popisa iz leta 2002, večinoma srbsko, a v času zadnjih treh popisov je opazno zmanjšanje števila prebivalcev.
|  |

| Demografija | Demografija     | Demografija     |
| Leto        | Št. prebivalcev | Št. prebivalcev |
| ----------- | --------------- | --------------- |
|             |                 |                 |
|             |                 |                 |
|             |                 |                 |
|             |                 |                 |
| 1948        | 557             |                 |
| 1953        | 542             |                 |
| 1961        | 465             |                 |
| 1971        | 391             |                 |
| 1981        | 343             |                 |
| 1991        | 290             | 290             |
| 2002        | 279             | 276             |
|             |                 |                 |

| Etnična sestava po popisu iz leta 2002 | Etnična sestava po popisu iz leta 2002 | Etnična sestava po popisu iz leta 2002 | Etnična sestava po popisu iz leta 2002 | Etnična sestava po popisu iz leta 2002 |
| -------------------------------------- | -------------------------------------- | -------------------------------------- | -------------------------------------- | -------------------------------------- |
| Srbi                                   | Srbi                                   |                                        | 269                                    | 97,46%                                 |
| Neznano                                | Neznano                                |                                        | 6                                      | 2,17%                                  |